# ديفيد يونغ (كاتب)
ديفيد يونغ هو كاتب كندي، ولد في 17 يوليو 1946 في أوكفيل في كندا.

## وصلات خارجية
- ديفيد يونغ على موقع IMDb (الإنجليزية)
- ديفيد يونغ على موقع قاعدة بيانات الفيلم (الإنجليزية)